# Nesticus yaginumai
Nesticus yaginumai är en spindelart som beskrevs av Teruo Irie 1987. Nesticus yaginumai ingår i släktet Nesticus och familjen grottspindlar. Inga underarter finns listade i Catalogue of Life.